# Vincent Kartheiser
Vincent Paul Kartheiser (Minneapolis, 5 maggio 1979) è un attore statunitense.

## Biografia
Figlio di Janet Marie Gruye e James Ralph Kartheiser, ha quattro sorelle (Andrea, Colette, Elise e Theresa) e un fratello, Nathan. Kartheiser iniziò a recitare sul palcoscenico del Children's Theatre Company di Minneapolis, e fece il suo debutto sullo schermo con un piccolo ruolo nel film del 1993 Qualcuno da amare, con Marisa Tomei e Christian Slater. Prese parte poi a molte produzioni per famiglie, tra cui il film d'avventura Alaska, con Thora Birch e Charlton Heston. Il primo ruolo da protagonista fu in Masterminds - La guerra dei geni, dove recitava accanto a Patrick Stewart.
Nel film Un altro giorno in paradiso, con James Woods e Melanie Griffith, interpretò per la prima volta un ruolo più adulto, quello di un giovane tossicodipendente, guadagnandosi critiche positive e una certa notorietà negli ambienti cinematografici: in seguito, altri film importanti furono College femminile e Delitto + castigo a Suburbia, presentato al Sundance Film Festival nel 2000.
Nel 2002 Kartheiser entrò a far parte del cast della serie televisiva Angel, dove interpretava Connor, il figlio di due vampiri. La definitiva affermazione arrivò nel 2007, quando venne scritturato per il ruolo di 
Pete Campbell nella serie televisiva Mad Men: per tale interpretazione, assieme al resto del cast ha vinto per due anni consecutivi, 2009 e 2010, lo Screen Actors Guild Award per il miglior cast in una serie drammatica. Nel 2010 ha recitato nell'adattamento televisivo per la BBC del romanzo Money di Martin Amis, andato in onda in due puntate. Nel 2011 è nel cast di In Time, film di fantascienza di Andrew Niccol, con Justin Timberlake e Amanda Seyfried.

### Vita privata
Nel 1998 è uscito per quattro mesi con la co-star del film The Hairy Bird Rachael Leigh Cook. Conosciuta sul set di Mad men, appare insieme ad Alexis Bledel nell'ottobre del 2012 sul red carpet di un evento a New York. Nel marzo del 2013 annunciano ufficialmente il loro fidanzamento, mentre nel 2014 convolano a nozze. La coppia ha un figlio, nato nell'ottobre 2015. Nel 2022 i due divorziano.

## Filmografia

### Cinema
- Qualcuno da amare (Untamed Heart), regia di Tony Bill (1993)
- Per colpa di un angelo (Heaven Sent), regia di Craig Clyde (1994)
- Un lavoro da grande (Little Big League), regia di Andrew Scheinman (1994)
- La chiave magica (The Indian in the Cupboard), regia di Frank Oz (1995)
- Alaska, regia di Fraser Clarke Heston (1996)
- Un altro giorno in paradiso (Another Day in Paradise), regia di Larry Clark (1997)
- Masterminds - La guerra dei geni (Masterminds), regia di Roger Christian (1997)
- College femminile (The Hairy Bird), regia di Sarah Kernochan (1998)
- Ricky 6, regia di Peter Filardi (2000)
- Delitto + castigo a Suburbia (Crime and Punishment in Suburbia), regia di Rob Schmidt (2000)
- Preston Tylk, regia di Jon Bokenkamp (2000)
- Luckytown, regia di Paul Nicholas (2000)
- The Unsaid - Sotto silenzio (The Unsaid), regia di Tom McLoughlin (2001)
- Dandelion, regia di Mark Milgard (2004)
- Shakespeare's Sonnets, regia di Samuel Park - cortometraggio (2005)
- Alpha Dog, regia di Nick Cassavetes (2006)
- Killing Zelda Sparks, regia di Jeff Glickman (2007)
- Elektra Luxx, regia di Sebastian Gutierrez (2010)
- In Time, regia di Andrew Niccol (2011)
- Day Out of Days, regia di Zoe Cassavetes (2015)
- Vicolo cieco (A Kind of Murder), regia di Andy Goddard (2016)
- La donna più odiata d'America (The Most Hated Woman in America), regia di Tommy O'Haver (2017)
- Most Likely to Murder, regia di Dan Gregor (2018)
- American Hangman, regia di Wilson Coneybeare (2019)
- Crypto, regia di John Stalberg Jr. (2019)
- The Social Dilemma, regia di Jeff Orlowski (2020) - documentario
- Ultrasound, regia di Rob Schroeder (2021)

### Televisione
- E.R. - Medici in prima linea (E.R.) – serie TV, episodio 6x05 (1999)
- Angel – serie TV, 28 episodi (2002-2004)
- Mad Men – serie TV, 92 episodi (2007-2015)
- Money – miniserie TV, 2 puntate (2010)
- Saints & Strangers, regia di Paul A. Edwards – miniserie TV, 2 puntate (2015)
- Casual – serie TV, 6 episodi (2016)
- The Path – serie TV (2016)
- Genius – serie TV, episodi 1x01-1x08 (2017)
- Das Boot – serie TV, 9 episodi (2018-2020)
- Proven Innocent – serie TV (2019)
- The OA – serie TV (2019)
- Law & Order - Unità vittime speciali (Law & Order: Special Victims Unit) – serie TV, episodi 21x09-21x10 (2019)

## Doppiatore
- L.A. Noire – videogioco (2011)

## Doppiatori italiani
Nelle versioni in italiano delle opere in cui ha recitato, Vincent Kartheiser è stato doppiato da:
- Simone Crisari in La chiave magica, Masterminds - La guerra dei geni
- Massimo Triggiani in Proven Innocent, Titans
- Stefano Crescentini in Mad Men, Vicolo cieco
- David Chevalier in The Unsaid - Sotto silenzio, In Time
- Emiliano Coltorti in La donna più odiata d'America
- Massimiliano Alto in Delitto + castigo a Suburbia
- Patrizio Cigliano in E.R. - Medici in prima linea
- Francesco Pezzulli in Alaska
- Fabrizio De Flaviis in Angel
- Corrado Conforti in Alpha Dog
- Valerio Amoruso in Crypto
- Francesco Pezzulli in The OA
- Alessandro Budroni in Das Boot